# Stanford Sleepiness Scale
Die Stanford Sleepiness Scale (SSS) ist ein Verfahren zur Erfassung der Tagesschläfrigkeit als Momentaufnahme mittels eines sehr kurzen Fragebogens. Das Verfahren wird in der Schlafmedizin im Zusammenhang mit der Diagnostik von Schlafstörungen in der klinischen Routine, beispielsweise bei Durchführung des Multiplen Schlaflatenztests (MSLT) und bei wissenschaftlichen Untersuchungen eingesetzt.
Es handelt sich um eines der ältesten nichtapparativen Instrumente für Schlafforschung und Schlafmedizin und wurde in einer Vielzahl von Untersuchungen eingesetzt.

## Inhalt des Fragebogens
Der Patient oder Proband kreuzt zu dem einzigen vorkommenden Item, der Frage nach dem aktuell bei ihm vorliegenden Grad der Schläfrigkeit oder Wachheit, diejenige von sieben vorgegebenen Formulierungen von „aktiv und vital“ bis „kein Bemühen mehr, wach zu bleiben“ an, die am besten den Grad der aktuellen Schläfrigkeit oder Wachheit beschreibt. Den Antworten sind die Zahlen von 1 bis 7 zugeordnet. Ein achter Grad für „schlafend“ kann fallweise vom Auswerter mit ergänzt werden.

## Anwendung
Dieser Fragebogen mit Likert-Skala dient zum Erfassen der Tagesschläfrigkeit auf einer subjektiven, introspektiven Ebene für einen momentanen Zustand und kann bei der Beurteilung, nicht jedoch für die Diagnosestellung, von Schlafstörungen mit dem Symptom Tagesschläfrigkeit hilfreich sein. Er wurde systematisch evaluiert. Der Fragebogen liegt in einer Übersetzung ins Deutsche vor.
Durch Auswertung des Fragebogens kann das Ausmaß der subjektiv erlebten Tagesschläfrigkeit für den aktuellen Zustand quantifiziert werden. Durch Wiederholung in Intervallen lassen sich individuelle zirkadiane Schwankungen bei Schläfrigkeit und Wachheit feststellen. Interindividuell sind die Ergebnisse nur eingeschränkt verwertbar. Die Korrelationen zur Einschlaflatenz im MSLT sollte wegen der fraglichen Validität des MSLT nicht überbewertet werden.
Der Fragebogen wird in der Leitlinie „Nicht erholsamer Schlaf/Schlafstörungen“ der Deutschen Gesellschaft für Schlafforschung und Schlafmedizin (DGSM) bei den üblichen Instrumenten der nichtapparativen Diagnostik aufgeführt.

## Alternativen
Zur Bestimmung der Schwere der Tagesschläfrigkeit werden in der Schlafmedizin und anderen Bereichen je nach Fragestellung eine Vielzahl von Verfahren eingesetzt. Zur apparativen Diagnostik zählen Multipler Schlaflatenztest (MSLT) und Multipler Wachbleibetest (MWT), zur nichtapparativen Diagnostik die Epworth Sleepiness Scale (ESS) und viele weitere Fragebögen.

## Geschichte
Das Verfahren wurde 1972 von Eric Hoddes, William C. Dement, Vincent Zarcone und anderen an der Stanford University School of Medicine in Palo Alto entwickelt.